# Thoreson Peak
Thoreson Peak är en bergstopp i Antarktis. Den ligger i Östantarktis. Nya Zeeland gör anspråk på området. Toppen på Thoreson Peak är 1 200 meter över havet.
Terrängen runt Thoreson Peak är varierad. Havet är nära Thoreson Peak åt nordost. Trakten är obefolkad. Det finns inga samhällen i närheten. 